# 第三次莫斯科—诺夫哥罗德战争
第三次莫斯科—诺夫哥罗德战争（俄语：Московско-новгородская война） (1477-1478) 莫斯科大公国和诺夫哥罗德共和国之間最後一場軍事衝突，此次戰爭發生於1477年10月9 日至1478年1月15日。莫斯科大公国通過此次戰爭徹底吞併了诺夫哥罗德共和国。